# Piazza delle Gondole
La piazza delle Gondole è una piazza di Pisa a ridosso delle mura medievali e di due delle porte d'ingresso alla città, rispettivamente il Portello e la Porta di Santa Marta.

## Descrizione
La caratteristica della piazza è quella di ricevere, attraverso un passaggio nelle mura, l'acqua del fiume Serchio tramite il Fosso del Mulino, proveniente da Ripafratta. Le acque del fosso confluiscono in un piccolo bacino, anticamente conosciuto come "Porto delle Gondole", che serviva per attraccare con piccole imbarcazioni e risalire il fosso fino ai Bagni di Pisa, oggi San Giuliano Terme, per villeggiatura e cure termali. Oggi nel bacino si può ammirare una suggestiva distesa di fior di loto.
Una parte delle acque scorre accanto al bacino e veniva anticamente usata per muovere la ruota di un mulino. Le acque poi confluiscono nel fiume Arno, nei pressi del ponte della Fortezza.
Nella piazza è presente la prima delle tante fontane che in antichità usavano le acque di Asciano portate dell'acquedotto Mediceo che termina proprio in quel punto a ridosso delle Mura.
La piazza è anche uno degli ingressi al camminamento in quota delle Mura di Pisa.